# Håvatten
Håvatten är en sjö i Kungälvs kommun och Stenungsunds kommun i Bohuslän och ingår i Göta älv-Bäveåns kustområde. Sjön har en area på 0,0512 kvadratkilometer och ligger 90,7 meter över havet.

## Delavrinningsområde
Håvatten ingår i det delavrinningsområde (643159-126296) som SMHI kallar för Mynnar i havet. Medelhöjden är 50 meter över havet och ytan är 23,36 kvadratkilometer. Det finns inga avrinningsområden uppströms utan avrinningsområdet är högsta punkten. Avrinningsområdets utflöde Vallby å mynnar i havet. Avrinningsområdet består mestadels av skog (49 procent), öppen mark (14 procent) och jordbruk (35 procent). Avrinningsområdet har 0,05 kvadratkilometer vattenytor vilket ger det en sjöprocent på 0,2 procent. Bebyggelsen i området täcker en yta av 0,46 kvadratkilometer eller 2 procent av avrinningsområdet.